# Diatraea saccharalis
Diatraea saccharalis is een vlinder van de familie van de grasmotten (Crambidae). De wetenschappelijke naam van deze soort is voor het eerst voorgesteld als Phalaena saccharalis door Johan Christian Fabricius in een publicatie uit 1794.
De soort komt voor in Midden- en Zuid-Amerika waaronder de Dominicaanse Republiek, Grenada, Mexico, Honduras en Brazilië.
De larven van deze soort zijn een plaag voor verschillende teelten, vooral die van suikerriet. Ze boren tunnels in de stengels van suikerriet, en verpoppen in zo een tunnel, die ze eerst verbreed hebben zodat er slechts een dun laagje plantenweefsel overblijft waar de mot na verpopping doorheen moet. Het bovenste deel van de stengel wordt daardoor verzwakt en kan afsterven. De mot kan bestreden worden met natuurlijke vijanden zoals parasitoïde Trichogramma-wespen, die hun eitjes leggen in de eitjes van Diatraea saccharalis, waardoor de larven van de mot zich niet kunnen ontwikkelen.